# Häfen von Kap Verde
Die Häfen in Kap Verde werden von der kapverdischen Hafenbehörde Empresa Nacional de Administração dos Portos (ENAPOR, „Nationale Gesellschaft für Hafenverwaltung“) verwaltet:

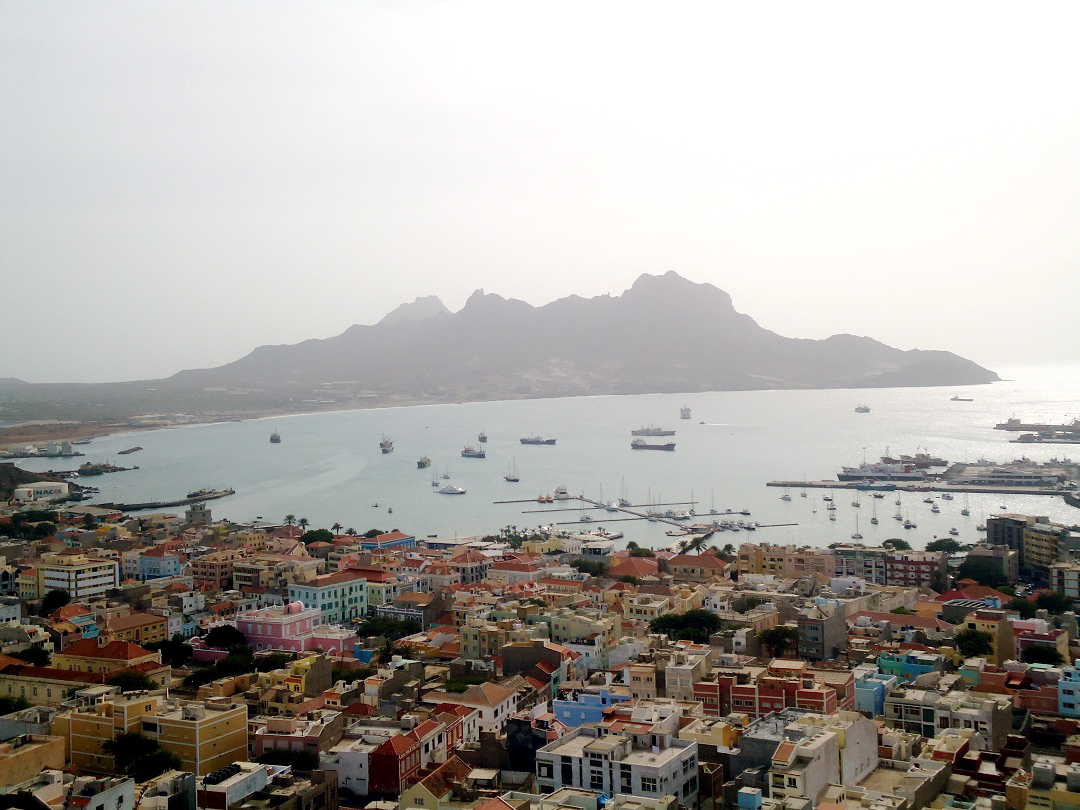
Porto Grande Bay, der größte Hafen auf der Insel São Vicente und der beliebteste Hafen des Landes

| Ort                             | Insel       |
| ------------------------------- | ----------- |
| Sal Rei                         | Boa Vista   |
| Furna                           | Brava       |
| Vale de Cavaleiros (São Filipe) | Fogo        |
| Porto Inglês                    | Maio        |
| Palmeira                        | Sal         |
| Porto da Praia                  | Santiago    |
| Porto Novo                      | Santo Antão |
| Tarrafal de São Nicolau         | São Nicolau |
| Porto Grande (Mindelo)          | São Vicente |